# Ángela Ruiz Rosales
Ángela Ruiz Rosales (Saltillo, Coahuila, 28 de julio de 2006) es una arquera mexicana. Integró la delegación mexicana en los Juegos Olímpicos de París 2024,siendo medallista de bronce en dicha justa en tiro por equipos.

## Trayectoria
Comenzó su carrera deportiva en la gimnasia artística a los 4 años, cambiando de disciplina al tiro con arco a los 9. En 2021 decidió integrarse al deporte de alto rendimiento, siendo la Olimpiada Juvenil de Tiro con Arco de Polonia de ese año su primera competencia internacional. 
Desde 2023 integra la Selección Mayor de Tiro con Arco de su país.En ese año ganó medalla de oro por equipos en los XXIV Juegos Centroamericanos y del Caribe junto a Alejandra Valencia y Aída Román al vencer al equipo de Colombia. Además, el equipo situó un nuevo récord centroamericano. El equipo repitió la victoria en los Juegos Panamericanos de 2023 al obtener medalla de plata al enfrentar a la selección de los Estados Unidos, integrada por Catalina Gnoriega, Casey Kaufhold y Jennifer Muciño.
En París 2024 obtuvo medalla de bronce por equipos junto a Alejandra Valencia y Ana Paula Vázquez al vencer al equipo de Países Bajos integrado por Gabriela Schloesser, Quinty Roeffen y Laura van der Winkel.

## Palmarés
| Juegos Olímpicos        | Juegos Olímpicos              | Juegos Olímpicos  | Juegos Olímpicos                                                         | Juegos Olímpicos     |
| Año                     | Lugar                         | Medalla           | Competición                                                              | Oponente             |
| ----------------------- | ----------------------------- | ----------------- | ------------------------------------------------------------------------ | -------------------- |
| 2024                    | París ( Francia)              | Medalla de bronce | Tiro con arco por equipos junto a Alejandra Valencia y Ana Paula Vázquez | Países Bajos (6-2)   |
| Juegos Panamericanos    |                               |                   |                                                                          |                      |
| Año                     | Lugar                         | Medalla           | Competición                                                              | Oponente             |
| 2023                    | Santiago · ( Chile)           | Medalla de plata  | Tiro con arco por equipos junto a Alejandra Valencia y Aída Román        | Estados Unidos (1-5) |
| Juegos Centroamericanos |                               |                   |                                                                          |                      |
| 2023                    | San Salvador · ( El Salvador) | Medalla de oro    | Tiro con arco por equipos junto a Alejandra Valencia y Aída Román        | Colombia (6-0)       |